# Lincoln (série EL)
Pour les articles homonymes, voir Lincoln.
La Lincoln 1949-1949 (série EL dans la nomenclature constructeur), parfois surnommée Baby Lincoln, était une automobile américaine produite par Lincoln. Il s’agissait de sa première génération d'automobiles nouvelles produite après la Seconde Guerre mondiale, la production civile ayant été suspendue pendant la guerre et les modèles 1946-1948 étant une reprise modèles d’avant-guerre. Placée en dessous de la Lincoln Cosmopolitan, la nouvelle Lincoln (EL) représentait le remplacement indirect des Lincoln-Zephyr, remodelées en 1941.
Sa carrosserie "ponton" est quasiment identique à celle des Mercury Eight 1949 avec un châssis allongé et un V8 "Flathead" plus puissant sous le capot.
Sa production se poursuit jusqu'en 1951 ; l'année suivante, elle sera remplacée par les Lincoln Continental, descendues en gamme au profit des Lincoln Capri apparues en 1952. Durant ses trois années d'existence, elle sera seulement appelée Lincoln dans les brochures officielles.

## Genèse
La conception des nouvelles automobiles d'après-guerre du groupe Ford avait déjà commencé en 1943 lorsque survint la mort prématurée de son directeur, Edsel Ford. Sa succession mouvementée (retour d'Henry Ford puis arrivée d'Henry Ford II aux affaires en 1945) ainsi que le contexte incertain du retour à la paix ont engendré un retard de mise au point. Finalement, en 1948, trois nouveaux modèles Ford, Mercury et Lincoln sont prêts mais la nouvelle équipe aux commandes décide qu'il est nécessaire de mettre au point une nouvelle Ford plus petite et donc de reporter vers le haut les trois véhicules existants : celle prévue pour Ford devient la Mercury Eight, une version très proche mais plus puissante devient la Lincoln (EL) et celle au sommet restant une Lincoln : la Cosmopolitan.
De ce changement de dernière minute résultent deux conséquences importantes :
- la différence importante entre la Mercury et la nouvelle Ford fait que, pour plusieurs années, les Mercury ne sont pas de simples « Fords en tenue de soirée »[1] ;
- un modèle d'entrée de gamme s'ajoute à celle des Lincolns.

Bien que très proche extérieurement des Mercury contemporaines, la Lincoln Standard s'en distingue par son moteur de plus grosse cylindrée - 5,5 l contre 4,2 -  et un châssis dont l'empattement a été porté à 121 pouces (3,073 m) (118 pour les Mercury). Les ornements et intérieurs différent également.
Ce moteur, version la plus puissante des V8 "Flathead" (en) apparus en 1932, a été développée pour les nouveaux camions de 1948. Lorsque le bureau d'ingénieurs n'a pas été en mesure de donner un successeur au V12 crée pour les Zephyr et utilisé par les Continental, Lincoln décida de les utiliser pour les nouvelles Standard et Cosmopolitan. Il sera remplacé par le "Y-block" Lincoln en 1952.
Les Lincolns (EL et Cosmopolitan) sont dotées de la nouvelle transmission automatique "Hydramatic (en)".

## 1949

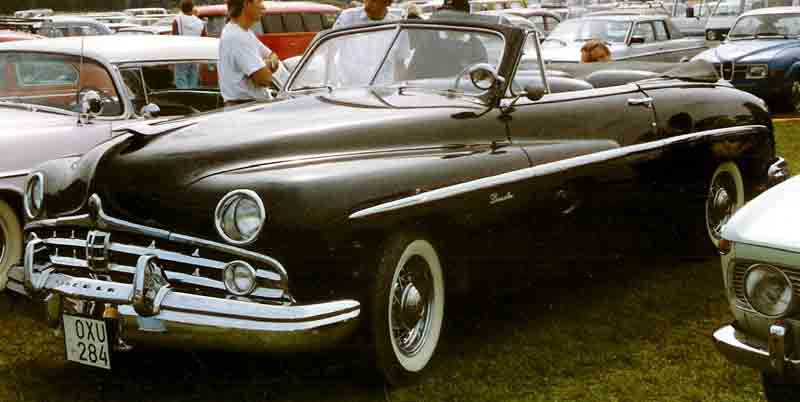
Cabriolet de 1949.

Modèle de lancement avec une large grille en V inversé à deux barres horizontales dépassant, en son centre, la hauteur des seuils de phare.
Il existe trois versions : Sports Sedan (berline quatre portes), six-passenger Coupe (coupé deux portes) et six-passenger Convertible (cabriolet deux portes).
Les Cosmopolitan se distinguent par des carrosseries complètement différentes, sauf le cabriolet, sur un châssis de 125 pouces et ont un pare-brise sans montant central.

## 1950

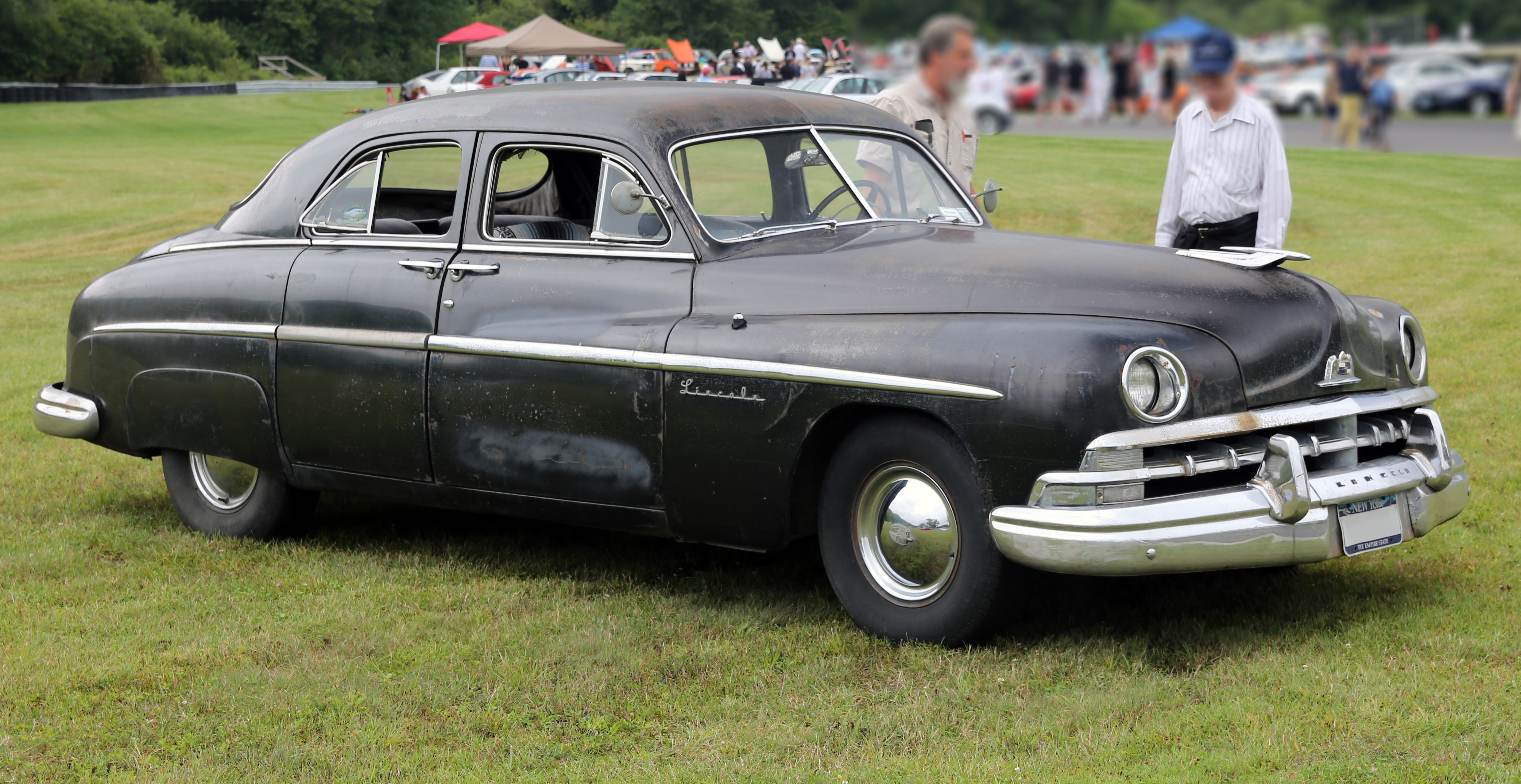
Sedan 4 portes 1950.

La calandre est redessinée, plus simple et rectangulaire, et une nouvelle version fait son entrée pour répondre au succès des hardtops de General Motors : les Cosmopolitan Lido. Sur le même principe que les Mercury Monterey et Lincoln Cosmopolitan Capri, également apparues en 1950, il s'agit d'un simple coupé au toit recouvert de vinyle avec des intérieurs plus luxueux.
À l'inverse, en 1950 et 1951, il n'y a plus de cabriolet pour ce modèle, laissant seulement celui des Cosmopolitan.
Alors que Ford introduira avec succès le hardtop Victoria dès 1951, il n'y en aura pas de Lincoln avant 1952.

## 1951

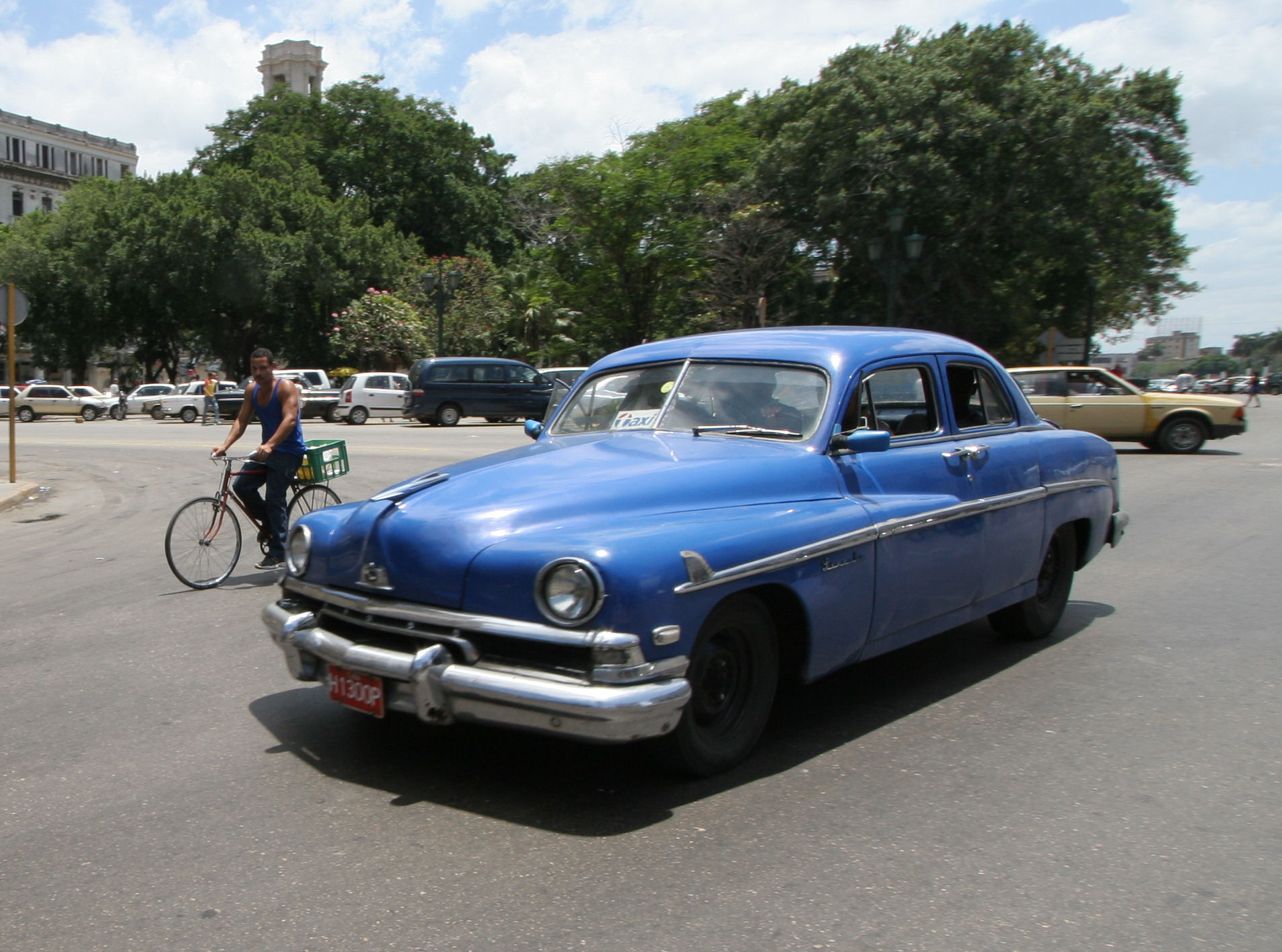
Taxi à La Havane en 2007.

Dernière année avec un avant fort dépouillé (une seule barre uniquement au centre) et sans nouvelles versions.

## Reconversion
L'énorme "Flathead V8" des Lincolns 1949-1951, le plus puissant disponible, a fréquemment été récupéré par des amateurs de hot-rod lorsque ces voitures se retrouvèrent sur le marché de l'occasion pour les installer dans des automobiles plus petites et parfois plus anciennes. D'autres Lincoln-EL ont échappé à la ferraille en étant customisées par ces mêmes amateurs, dont certaines reprennent l'aspect Lead Sled des Mercury Eight.